# كسوف الشمس 16 فبراير 2083
كسوف الشمس 16 فبراير 2083 سيحدث كسوف جزئي للشمس يوم الثلاثاء الموافق 16 فبراير 2083.

## الكسوفات والخسوفات الأخرى

### كسوف الشمس 2080-2083
| 121 | مارس 21، 2080 كسوف جزئي   | 126 | سبتمبر13، 2080 كسوف جزئي |
| 131 | مارس 10، 2081 كسوف حلقي   | 136 | سبتمبر3، 2081 كسوف كامل  |
| 141 | فبراير 27، 2082 كسوف حلقي | 146 | أغسطس 24، 2082 كسوف كامل |
| 151 | فبراير 16، 2083 كسوف جزئي | 156 | أغسطس 13، 2083 كسوف جزئي |

### دورة Metonic
تتكرر دورة metonic الخسوف كل 19 عامًا (6939.69 يومًا)، وتستمر حوالي 5 دورات. تحدث الكسوف في نفس تاريخ التقويم تقريبًا.
| كسوفات القرن 21، تتجه من الجنوب إلى الشمال بين يوليو 13، 2018 ويوليو 12، 2094 | كسوفات القرن 21، تتجه من الجنوب إلى الشمال بين يوليو 13، 2018 ويوليو 12، 2094 | كسوفات القرن 21، تتجه من الجنوب إلى الشمال بين يوليو 13، 2018 ويوليو 12، 2094 | كسوفات القرن 21، تتجه من الجنوب إلى الشمال بين يوليو 13، 2018 ويوليو 12، 2094 | كسوفات القرن 21، تتجه من الجنوب إلى الشمال بين يوليو 13، 2018 ويوليو 12، 2094 |
| يوليو 12–13                                                                   | أبريل 30-مايو 1                                                               | فبراير 16–17                                                                  | ديسمبر 5–6                                                                    | سبتمبر22–23                                                                   |
| 117                                                                           | 119                                                                           | 121                                                                           | 123                                                                           | 125                                                                           |
| ----------------------------------------------------------------------------- | ----------------------------------------------------------------------------- | ----------------------------------------------------------------------------- | ----------------------------------------------------------------------------- | ----------------------------------------------------------------------------- |
| يوليو 13، 2018                                                                | أبريل 30، 2022                                                                | فبراير 17، 2026                                                               | ديسمبر 5، 2029                                                                | سبتمبر23، 2033                                                                |
| 127                                                                           | 129                                                                           | 131                                                                           | 133                                                                           | 135                                                                           |
| يوليو 13، 2037                                                                | أبريل 30، 2041                                                                | فبراير 16، 2045                                                               | ديسمبر 5، 2048                                                                | سبتمبر22، 2052                                                                |
| 137                                                                           | 139                                                                           | 141                                                                           | 143                                                                           | 145                                                                           |
| يوليو 12، 2056                                                                | أبريل 30، 2060                                                                | فبراير 17، 2064                                                               | ديسمبر 6، 2067                                                                | سبتمبر23، 2071                                                                |
| 147                                                                           | 149                                                                           | 151                                                                           | 153                                                                           | 155                                                                           |
| يوليو 13، 2075                                                                | مايو 1، 2079                                                                  | فبراير 16، 2083                                                               | ديسمبر 6، 2086                                                                | سبتمبر23، 2090                                                                |
| 157                                                                           |                                                                               |                                                                               |                                                                               |                                                                               |
| يوليو 12، 2094                                                                |                                                                               |                                                                               |                                                                               |                                                                               |